# 卡列尼科韋
49°45′3″N 35°14′35″E / 49.75083°N 35.24306°E
卡萊尼科韋（烏克蘭語：Каленикове）是位於烏克蘭東部的村莊，由哈爾科夫州博霍杜希夫區的科洛馬克市鎮負責管轄。該村處於科洛馬克河左岸，距離丘托韋2公里，始建於1775年，面積0.41平方公里，2001年人口52。